# Реликтовая гадюка
Реликтовая гадюка, или великолепная гадюка (лат. Vipera magnifica) — вид змей из семейства гадюковых. Эндемик России, обитающий на Скалистом хребте в Республике Адыгея, Краснодарском крае и, возможно, в Карачаево-Черкесской республике. По данным Reptile Database является синонимом кавказской гадюки.

## Внешний вид
Гадюка маленькая, длина взрослого самца, включая хвост, — 50 см. Обитает на высоте 700—1000 метров, окрасом очень похож на гадюку Динника.

## Ареал и места обитания
Эндемик России. Распространена на Скалистом хребте в Краснодарском крае (хребет Малый Бамбак), Республике Адыгея (гора Афонка) и, возможно, в Карачаево-Черкесской республике. Общая площадь ареала составляет менее 500 км².
Встречается в светлых травянистых дубравах, на кустарниковых участках, лугах и в скалистой местности. Питаются грызунами и ящерицами.
Гадюки активны в светлое время суток с конца апреля — начала мая до конца сентября. Находятся рядом со своими убежищами, в качестве которых используют норы грызунов и расщелины в скалах. Период спаривания приходится на конец апреля — мае, потомство появляется в конце сентября. Обычно самки приносят трёх детёнышей, возможно, не каждый год.

## Угрозы и охрана
Численность крайне мала: в разные годы при маршрутных учётах отмечалось не более 3—4 особей за экскурсию, при этом часто поиски не приносили результатов. Лимитирующими факторами считаются стенотопность, естественная редкость реликтового вида, низовые пожары, рекреационная нагрузка и отлов животных.
Часть популяции охраняется в Кавказском государственном природном биосферном заповеднике.
Реликтовая гадюка занесена в Красную книгу РФ как находящийся под угрозой исчезновения вид и Красный список МСОП как вымирающий вид.